# خوسيه غارسيا (ملاكم)
خوسيه غارسيا (بالبرتغالية: José García‏) (مواليد 4 مايو 1968) هو ملاكم فنزويلي سابق. مثّل بلاده في الألعاب الأولمبية الصيفية 1988 في فئة وزن الويلتر.

## روابط خارجية
خوسيه غارسيا على موقع أوليمبيديا (الإنجليزية)